# Ансельми, Ренато
Рена́то Ансе́льми (итал. Renato Anselmi, 26 октября 1891 — 3 октября 1973) — итальянский офицер, фехтовальщик-саблист, олимпийский чемпион, призёр чемпионатов мира.

## Биография
Родился в 1891 году в Марильяно, фехтованием занялся ещё до Первой мировой войны. В 1924 году стал чемпионом Олимпийских игр в Париже. В 1928 году стал серебряным призёром Олимпийских игр в Амстердаме. В 1930 году завоевал серебряную медаль Международного первенства по фехтованию в Льеже, в 1931 году повторил этот результат на Международном первенстве по фехтованию в Вене. В 1932 году стал серебряным призёром Олимпийских игр в Лос-Анджелесе.
В 1937 году Международная федерация фехтования задним числом признала все проходившие ранее Международные первенства по фехтованию чемпионатами мира.